# Hemiceras splendens
Hemiceras splendens är en fjärilsart som beskrevs av Heinrich Benno Möschler 1878. Hemiceras splendens ingår i släktet Hemiceras och familjen tandspinnare. Inga underarter finns listade i Catalogue of Life.